# Klaus Wegener
Klaus Wegener (* 23. Januar 1944 in Hellerup; † 5. August 2018 nahe der Insel Anholt) war ein dänischer Schauspieler.

## Leben
Klaus Wegener wurde als jüngerer Sohn von Erik Wegener (1903–1994) und dessen Frau Kirsten Bech (1904–1989) im Kopenhagener Vorort Hellerup geboren. Sein älterer Bruder Ole Wegener (1936–2025) war ebenfalls als Schauspieler tätig.
Er absolvierte seine Schauspielausbildung von 1966 bis 1969 an der Schauspielschule des Aarhus Teater, wo er auch sein Bühnendebüt als Darsteller hatte und anschließend dort bis zum Jahr 1973 als festes Ensemblemitglied engagiert war. Von 1973 bis 1984 war er am Königlichen Theater Kopenhagen und von 1991 bis 2007 war er am Aalborg-Theater als festes Ensemblemitglied engagiert. Als Bühnendarsteller wirkte er in zahlreichen Theaterstücken, Musicals, Operetten und in Kabarett-Programmen mit. Von 1973 bis 2013 wirkte er als Schauspieler vor der Kamera in mehr als 20 Film-und-Fernsehproduktionen mit. Einem breiten Publikum bekannt wurde er vor allem im Jahr 1982 durch seine Rolle als Freddy in der 10-teiligen Miniserie Mille og Mikkel. Von 1994 bis 1997 war er unter der Regie von Lars von Trier in der Serie Hospital der Geister zu sehen. Seine letzte Rolle spielte er im Jahr 2013 in dem Film Spies & Glistrup unter der Regie von Christoffer Boe.
Klaus Wegener war mit Inge-Lise Rauhe verheiratet, mit der er eine Tochter hatte. Wegener ertrank am 5. August 2018 im Kattegat-Gewässer nahe der Insel Anholt. Er wurde 74 Jahre alt.

## Filmografie (Auswahl)
- 1973: Gabriel
- 1975: Lys i morket
- 1982: Mille og Mikkel (10-teilige Miniserie)
- 1985: Rejseholdet (Fernsehserie, 1 Folge)
- 1989: Lykke Per (Fernsehserie, 3 Folgen)
- 1989: Altid om Sondagen
- 1992: Mysteriet om det levende lig (Fernsehserie, 7 Folgen)
- 1994: Enten eller – Du bestemmer (Fernsehserie, 1 Folge)
- 1994–1997: Hospital der Geister (Fernsehserie, 7 Folgen)
- 1998: Taxa (Fernsehserie, 1 Folge)
- 2010: Die Wahrheit über Männer
- 2013: Spies & Glistrup